# Яріш Сергій Андрійович
Сергі́й Андрі́йович Я́ріш (1992—2023) — український військовослужбовець, учасник російсько-української війни. Герой України (2024, посмертно)

## Життєпис
Народився 1992 року в селі Шегині Мостиського району Львівської області. Останнім часом разом з дружиною проживав у селі Забір'я.
Загинув 9 серпня 2023 в районі села Урожайне Волноваського району Донецької області.
Останнє прощання відбулося 13 серпня 2023 року.
Без Сергія лишились мама й батько, два брати, дружина і маленька донечка.

## Нагороди
- Звання Герой України з удостоєнням ордена «Золота Зірка» (2024, посмертно)[3]